# Establecimiento de Armamento Atómico
AWE es el acrónimo para la corporación inglesa Atomic Weapons Establishment (Establecimiento de Armamento Atómico), de Aldermaston (anteriormente llamado Atomic Weapons Research Establishment (Establecimiento de Investigación de Armamento Atómico), Aldermaston) que está situado en el Reino Unido, a sólo 11 km al norte de Basingstoke y aproximadamente a 22 km al sudoeste de Reading, Berkshire, cerca de una población llamada Aldermaston, a las orillas del Tadley.
Otras instalaciones del Atomic Weapons Establishment se encuentran en Burghfield y Cardiff, las antiguas Maestranzas Reales de Artillería, aunque Cardiff ahora está cerrada.
Las instalaciones de Aldermaston y Burghfield no aparecían con anterioridad en los mapas del servicio cartográfico británico por motivos de seguridad, que, en su lugar mostraban detalles ficticios para sus ubicaciones. Desde el advenimiento de la facilidad para el acceso general a la fotografía aérea, estas instalaciones se reflejan ahora en las últimas revisiones de los mapas.
El principal producto de estas instalaciones es el de los materiales fisibles de plutonio para uso en cabezas de armas nucleares. El emplazamiento era anteriormente un campo de aviación durante la Segunda Guerra Mundial, que posteriormente fue retenido para uso gubernamental para la investigación y producción de armas nucleares, para situar al Reino Unido en el club de las naciones que poseen este tipo de armamento.
AWE es responsable del diseño, fabricación, soporte y desinstalación del arsenal nuclear del Reino Unido. Recientemente la instalación ha desmantelado la bomba nuclear WE177 y ha fabricado las cabezas nucleares para el misil Trident británico. El gobierno del Reino Unido está obligado a asegurar que AWE pueda producir una nueva generación de armas nucleares, si ello fuera necesario.
AWE coopera con el Los Álamos National Laboratory de Estados Unidos en llevar a término pruebas nucleares subcríticas en el emplazamiento de pruebas subterráneas de Nevada para obtener datos científicos para mantener la seguridad y fiabilidad de las armas nucleares. Las pruebas subcríticas no están prohibidas por el Tratado Global de Prohibición de Pruebas sobre armas nucleares. La prueba más reciente tuvo lugar en febrero de 2006. 
La planta es el destino final de la marcha anual de la Campaña para el Desarme Nuclear que arranca de Trafalgar Square, en Londres. La primera marcha a Aldermaston fue promovida por el Comité de Acción Directa y tuvo lugar en 1958, y marcó el inicio del resurgimiento de la desobediencia civil en el Reino Unido después de la Segunda Guerra Mundial.
Actualmente, se celebra mensualmente un campo de paz femenino para protestar contra su existencia.

## Historia de la Organización
El “Atomic Weapons Research Establishment” (AWRE) de Aldermaston dependía inicialmente del Ministerio de Suministros. En 1954 fue transferido a la entonces creada  United Kingdom Atomic Energy Authority (UKAEA). En 1971, las actividades de producción de la UKAEA fueron transferidas a la nuevamente creada British Nuclear Fuels Ltd. (BNFL). 
En 1973 AWRE fue transferido a la Procuraduría Ejecutiva del Ministerio de Defensa británico. En 1987, AWRE se fusionó con las dos Maestranzas Reales de Artillería de Burghfield y Cardiff para constituir AWE. En 1989, el gobierno del Reino Unido anunció su intención de encontrar una compañía privada adecuada para el funcionamiento de AWE bajo un acuerdo de Gobierno Propietario/Contratista Operador.

### Gestión Privada
En 1993 el Gobierno Central adjudicó un contrato a  Hunting-BRAE, un consorcio de Hunting Engineering, Brown Root y AEA. Durante la administración de Hunting BRAE, AWE desmanteló la bomba nuclear de libre caída WE177 de las Fuerzas Aéreas Británicas. En 1998 la compañía fue objeto de dos expedientes por defectos de seguridad, una por descargar tritio en una corriente cercana y la otra por un incidente en el que dos obreros inhalaron plutonio.
En 1999 la compañía perdió el contrato en favor de AWE Management Ltd, (AWE ML) un consorcio de BNFL, Lockheed Martin UK y Serco que asumió la responsabilidad el 1 de abril de 2000. Al ganar el contrato AWE ML se convirtió en el administrador de AWE plc responsable por las operaciones día-a-día de AWE. Esto no representa privatización ya que el Ministerio de Defensa todavía es propietario de todos los emplazamientos de AWE y tiene una  acción de oro en AWE plc. Los críticos han destacado que ni BNFL ni Lockheed Martin tienen unos antecedentes perfectos de seguridad. BNFL ha sido objeto de revelaciones embarazosas de comprobaciones de calidad de combustible nuclear falsificadas y Lockheed ha sido objeto de durísimos informes acerca del funcionamiento de las instalaciones nucleares en Estados Unidos. Los fallos de Lockheed incluyen problemas de seguridad en las instalaciones Y-12 en Oak Ridge, Tennessee, una planta de armas americana similar en cierta forma a Aldermaston.